# Herb Penkun
Herb Penkun – herb miasta Penkun, który stanowi hiszpańską tarczę herbową. Na srebrnym polu, na złotej koronie wyprostowany, czerwony gryf ze złotymi szponami z wyciągniętym czerwonym językiem oraz skrzyżowanym ogonem. 
Herb został zatwierdzony w lutym 1995 przez Ministerstwo Spraw Wewnętrznych (Bundesministerium des Innern, für Bau und Heimat).

## Objaśnienie herbu
Pierwszy herb Penkun powstał ok. 1600. Jako wzór posłużyła pieczęć z gryfem, jako symbol dynastii Gryfitów. Korona symbolizuje książąt pomorskich jako założycieli miasta i jego patronów. Do lutego 1995 tło herbu było koloru niebieskiego. 